# 244
Криза Римської імперії у 3 столітті. Зміна імператора. У Китаї триває період трьох держав, найбільшою державою на території Індії є Кушанська імперія, у Персії править династія Сассанідів.
На території лісостепової України Черняхівська культура. У Північному Причорномор'ї готи й сармати.

## Події
- Перси нанесли сильної поразки римлянам.
- 11 лютого імператор Гордіан III убитий легіонерами.
- Римським імператором проголосив себе Філіпп Араб.
- Філіпп Араб уклав ганебний для римлян мир із персами, згодившись на виплату 1,5 млн золотих монет.
- Перси захопили Вірменію.
- Римський сенат визнав Філіппа Араба імператором. Він назначив свого брата Пріска правителем Сходу і оголосив свого шестирічного сина Філіпа спадкоємцем.
- Вміст срібла в денарії падає до 0,5 %.
- Вейсько-сяньбійське вторгнення в Когурьо.
- зникло царство Осроена.

## Померли
- Гордіан III, римський імператор.